# Ruby Anne Gumpertz
Ruby Anne Gumpertz Smith (Providencia, 2 de noviembre de 1935-Las Condes, 19 de mayo de 2000), fue una ejecutiva y directora de televisión de la Corporación de Televisión de la Universidad Católica de Chile.

## Biografía
Fue hija de Helmuth S. Gumpertz y de Margaret Brisbane Smith. Gumpertz estudió televisión en Estados Unidos, se inició como directora de programas del canal en 1962, cuando Canal 13 se encontraba bajo de la dirección de Eduardo Tironi. En 1974, junto con la llegada de Eleodoro Rodríguez Matte al canal, asume como directora de producción. 
Desde su cargo, Gumpertz supervisó varios de los programas estelares producidos por el canal, transformándose también en la principal gestora y reguladora del área dramática. Uno de estos casos fue en 1996, cuando debió despedir al director de área Ricardo Miranda, por los cuestionamientos del canal a la teleserie Adrenalina.
Falleció el 19 de mayo de 2000, a raíz de un cáncer que la afectaba.

## Trayectoria
Durante el período 1962-1974 ejerció en el canal como directora de programas, entre los cuales se cuentan:
- El programa de variedades Sábados Gigantes, entre los años 1965 y 1968. El programa era conducido por Don Francisco.
- La sitcom Esta es mi familia, de 1963. Era producido por Alejandro Michel Talento y protagonizado por Malú Gatica y Emilio Gaete.
- El programa de conversación Entre amigos, entre 1965 y 1967. Conducido por Adolfo Yankelevich.
- El programa femenino Mientras otros duermen siesta, entre 1964 y 1968.
- El programa infanitl El Profesor Cátedra, de 1965. Conducido por Sergio Silva.
- El programa político A esta hora se improvisa, entre 1970 y 1973.